# Melipotis comprehendens
Melipotis comprehendens är en fjärilsart som beskrevs av Walker 1857. Melipotis comprehendens ingår i släktet Melipotis och familjen nattflyn. Inga underarter finns listade i Catalogue of Life.